# Manulife
Manulife Financial Corporation (Financière Manuvie i Quebec) er et canadisk multinationalt forsikringsselskab med hovedkvarter i Toronto. I 2021 havde de 38.000 ansatte og 119.000 tilknyttede forsikringsagenter. Manulife har over 26 mio. kunder og er det største forsikringsselskab i Canada.

Manulife Bank of Canada er et datterselskab til Manulife.